# Santeny
Santeny település Franciaországban, Val-de-Marne megyében. Lakosainak száma 3958 fő (2022. január 1.). Santeny La Queue-en-Brie, Lésigny, Servon, Mandres-les-Roses, Marolles-en-Brie, Sucy-en-Brie és Villecresnes községekkel határos.

## Népesség
A település népessége az elmúlt években az alábbi módon változott:
| Lakosok száma | 3640 | 3640 | 3764 | 3775 | 4045 | 4014 | 3994 | 4003 | 3958 |
|               | 2013 | 2015 | 2016 | 2017 | 2018 | 2019 | 2020 | 2021 | 2022 |